# 尖葉蔓蘚
尖葉蔓蘚（学名：Meteorium atrovariegatum）为蔓蘚科蔓蘚屬下的一个种。

## 扩展阅读
- 維基物種上的相關：尖葉蔓蘚